# Englische Cricket-Nationalmannschaft in Pakistan in der Saison 1977/78
Die Tour der englischen Cricket-Nationalmannschaft nach Pakistan in der Saison 1977/78 fand vom 14. Dezember 1977 bis zum 13. Februar 1978 statt. Die internationale Cricket-Tour war Bestandteil der Internationalen Cricket-Saison 1977/78 und umfasste drei Tests und drei ODIs. England gewann die ODI-Serie 2–1, während die Test-Serie 0–0 unentschieden endete.

## Vorgeschichte
Für beide Mannschaften war es die erste Tour der Saison.
Das letzte Aufeinandertreffen der beiden Mannschaften bei einer Tour fand in der Saison 1974 in England statt.

## Stadien
Die folgenden Stadien wurden für die Tour als Austragungsort vorgesehen.
| Stadion           | Stadt     | Kapazität | Spiele          |
| ----------------- | --------- | --------- | --------------- |
| Niaz Stadium      | Hyderabad | 15.000    | 2. Test         |
| National Stadium  | Karachi   | 34.228    | 3. Test         |
| Gaddafi Stadium   | Lahore    | 60.000    | 1. Test; 2. ODI |
| Zafar Ali Stadium | Sahiwal   | 10.000    | 1. ODI          |
| Jinnah Stadium    | Sialkot   | 18.000    | 2. ODI          |

## Kaderlisten
Die folgenden Kader wurden benannt.
| Test | Test | ODI | ODI |
| Pakistan | England | Pakistan | England |
| --- | --- | --- | --- |
| - Wasim Bari (K, wk) - Abdul Qadir - Haroon Rasheed - Iqbal Qasim - Javed Miandad - Liaqat Ali - Mohsin Kamal - Mudassar Nazar - Sadiq Mohammad - Sarfraz Nawaz - Shafiq Ahmed - Sikander Bakht - Wasim Raja | - Mike Brearley (K) - Geoff Boycott - Geoff Cope - Phil Edmonds - Mike Gatting - John Lever - Geoff Miller - Chris Old - Derek Randall - Graham Roope - Brian Rose - Bob Taylor (wk) - Bob Willis | - Wasim Bari (K, wk) - Aamer Hameed - Arshad Pervez - Haroon Rasheed - Hasan Jamil - Iqbal Qasim - Javed Miandad - Liaqat Ali - Mohsin Khan - Mudassar Nazar - Pervez Mir - Sadiq Mohammad - Saleem Altaf - Sarfraz Nawaz - Shafiq Ahmed - Sikander Bakht - Wasim Raja | - Mike Brearley (K) - Geoff Boycott (VK) - Ian Botham - Geoff Cope - Paul Downton (wk) - Phil Edmonds - Mike Gatting - Mike Hendrick - John Lever - Geoff Miller - Chris Old - Derek Randall - Graham Roope - Brian Rose - Bob Taylor (wk) |

## Tests

### Erster Test in Lahore
| 14. – 19. Dezember Scorecard | Lahore | Pakistan 407 (133) & 106-3 (28) | – | England 288 (135.7) |
|                              |        | Remis                           |   |                     |

Pakistan gewann den Münzwurf und entschied sich als Schlagmannschaft zu beginnen.

### Zweiter Test in Hyderabad
| 2. – 7. Januar Scorecard | Hyderabad | Pakistan 275 (79.6) & 259-4d (88) | – | England 191 (86.6) & 186-1 (81.4) |
|                          |           | Remis                             |   |                                   |

Pakistan gewann den Münzwurf und entschied sich als Schlagmannschaft zu beginnen.

### Dritter Test in Karachi
| 18. – 23. Januar Scorecard | Karachi | England 266 (123.1) & 222-5 (89) | – | Pakistan 281 (95) |
|                            |         | Remis                            |   |                   |

England gewann den Münzwurf und entschied sich als Schlagmannschaft zu beginnen.

## One-Day Internationals

### Erstes ODI in Sahiwal
| 23. Dezember Scorecard | Sahiwal | Pakistan 208-6 (35/35)        | – | England 212-7 (35/35) |
|                        |         | England gewinnt mit 3 Wickets |   |                       |

Pakistan gewann den Münzwurf und entschied sich als Schlagmannschaft zu beginnen.

### Zweites ODI in Sialkot
| 30. Dezember Scorecard | Sialkot | Pakistan 151 (33.7)           | – | England 152-4 (32.7) |
|                        |         | England gewinnt mit 6 Wickets |   |                      |

England gewann den Münzwurf und entschied sich als Feldmannschaft zu beginnen.

### Drittes ODI in Lahore
| 13. Januar Scorecard | Lahore | Pakistan 158-6 (35/35)       | – | England 122 (31.6/35) |
|                      |        | Pakistan gewinnt mit 36 Runs |   |                       |

England gewann den Münzwurf und entschied sich als Feldmannschaft zu beginnen.